# سياسة التأشيرات في تشاد
يجب على زوار تشاد الحصول على تأشيرة إلكترونية ما لم يأتوا من إحدى الدول المعفاة من التأشيرة.

## خريطة سياسة التأشيرات

سياسة التأشيرات في تشاد
تشاد
إعفاء من التأشيرة حتى 90 يومًا ويمكن الدخول باستخدام بطاقة الهوية
إعفاء من التأشيرة حتى 90 يومًا
إعفاء من التأشيرة حتى 30 يومًا
تأشيرة إلكترونية

## الإعفاء من التأشيرة
يمكن لمواطني الدول والأقاليم التالية زيارة تشاد دون تأشيرة للفترة المذكورة أدناه:
| - باربادوس - بنين - بوروندي - الكاميرونID | - جمهورية أفريقيا الوسطىID - جمهورية الكونغو الديمقراطية - جمهورية الكونغوID - كوت ديفوار | - الغابونID - غامبيا - هونغ كونغ - ماليزيا | - مالي - موريشيوس - النيجر - نيجيريا | - الفلبين - رواندا - سانت فينسنت والغرينادين - سنغافورة |  |

| - دومينيكا | - هايتي | - ميكرونيسيا | - سورينام |  |

ID — يمكن الدخول باستخدام بطاقة الهوية.
| تاريخ تغييرات التأشيرة |
| --- |
| - 8 أغسطس 2017: المجموعة الاقتصادية والنقدية لوسط إفريقيا - غينيا الاستوائية - 26 أكتوبر 2017: الإمارات العربية المتحدة - 11 ديسمبر 2024: باربادوس، بنين، برمودا، بوروندي، جمهورية الكونغو الديمقراطية، دومينيكا، غامبيا، هايتي، هونغ كونغ، ماليزيا، موريشيوس، ميكرونيسيا، الفلبين، سانت فنسنت وجزر غرينادين، سنغافورة وسورينام ألغيت - 11 ديسمبر 2024: بوركينا فاسو، غينيا الاستوائية، موريتانيا، السنغال، توغو والإمارات العربية المتحدة التي كانت معفاة من التأشيرة سابقًا، لم يتم تضمينها في قائمة الإعفاء من التأشيرة على بوابة تشاد الإلكترونية للتأشيرات. |

- بالإضافة إلى ذلك، يمكن لحاملي جوازات السفر الدبلوماسية الصادرة لمواطني جزر القمر، جيبوتي، مصر، إريتريا، غامبيا، غانا، غينيا، غينيا بيساو، كينيا، ليبيريا، ليبيا، مالي، المغرب، ساو تومي وبرينسيب، سيراليون، الصومال، السودان، تونس، تركيا والإمارات العربية المتحدة زيارة تشاد دون تأشيرة لمدة تصل إلى 90 يومًا (ما لم يُذكر خلاف ذلك).

## التأشيرة الإلكترونية
في أغسطس 2019 أعلنت تشاد خطة لإطلاق تأشيرة إلكترونية. وكانت الخطة الحكومية تهدف إلى إطلاق النظام في سبتمبر 2019.
في 11 ديسمبر 2024، تم إطلاق نظام التأشيرة الإلكترونية لتشاد.

## الترانزيت
يسمح بالترانزيت دون تأشيرة للمسافرين الذين يواصلون رحلتهم خلال 48 ساعة على نفس الطائرة أو أول طائرة متصلة إلى دولة ثالثة دون مغادرة المطار.

## قيود الدخول
في 5 يونيو 2025، علقت تشاد إصدار التأشيرات للمواطنين الأميركيين ردًا على حظر السفر الذي فرضه دونالد ترامب، وستظل التأشيرات الحالية سارية حتى تاريخ انتهاء صلاحيتها.

## التسجيل لدى الشرطة
التسجيل الإجباري لدى الشرطة مطلوب لجميع الجنسيات في غضون 72 ساعة من الوصول.